# Parhyalinoecia apalpata
Parhyalinoecia apalpata é uma espécie de anelídeo pertencente à família Onuphidae.
A autoridade científica da espécie é Hartmann-Schröder, tendo sido descrita no ano de 1975.
Trata-se de uma espécie presente no território português, incluindo a sua zona económica exclusiva.